# David Robertson (sport)
Pour les articles homonymes, voir David Robertson et Robertson.
David Donaldson Robertson, né le 21 mars 1869 à Shawlands (en) (Écosse) et mort le 13 septembre 1937 à Idstone (en) (Angleterre), est un golfeur britannique et joueur international écossais de rugby à XV évoluant aux lignes arrière.

## Biographie
En 1900, il remporte une médaille de bronze en golf aux Jeux olympiques de Paris.
Il compte une sélection en équipe d'Écosse de rugby à XV contre le pays de Galles le 4 février 1893.